# Give a Damn
| Recensione | Giudizio |
| ---------- | -------- |
| AllMusic   |          |

Give a Damn è un album dal vivo del pianista jazz statunitense Pete Jolly, pubblicato dall'etichetta discografica A&M Records nel novembre del 1969.

## Tracce

### LP
Lato A
1. Little Green Apples – 2:55 (Bobby Russell)
2. What the World Needs Now Is Love – 3:14 (testo: Hal David – musica: Burt Bacharach)
3. Trolley Song – 8:37 (testo: Ralph Blane – musica: Hugh Martin)

Lato B
1. The Look of Love – 5:01 (testo: Hal David – musica: Burt Bacharach)
2. Whistle While You Work – 4:44 (testo: Larry Morey – musica: Frank Churchill)
3. Give a Damn – 2:55 (Stuart Scharf)

## Musicisti
- Pete Jolly – pianoforte, arrangiamenti
- Chuck Berghofer – contrabbasso
- Nick Ceroli – batteria
- Conte Candoli – tromba
- Jay Daversa – tromba
- Bob Edmondson – trombone
- Bob Brookmeyer – trombone

Note aggiuntive
- Herb Alpert e George Jerman – produttori
- Registrazioni effettuate dal vivo al "Donte's" di North Hollywood, Los Angeles, California
- George Jerman e Larry Levine – ingegneri delle registrazioni
- Guy Webster – foto copertina frontale album originale
- George Jerman – foto retrocopertina album originale
- Tom Wilkes – art direction copertina album originale [3]